# 곡산 노씨
곡산 노씨(谷山盧氏)는 황해도 곡산군을 본관으로 하는 한국의 성씨이다.

## 역사
시조 노원(盧垣)은 당나라에서 한림학사(翰林學士)를 역임하고 신라로 건너온 도시조(都始祖) 노수(盧穗)의 아홉째 아들로서 곡산백(谷山伯)에 봉해졌다고 한다.
원(垣) 이후에 계대를 알지 못하므로 고려 충숙왕(忠肅王) 때 판도판서(版圖判書)를 역임한 노조(盧兆, 1300년 ~ 1367년)를 1세조(一世祖)로 한다.

## 본관
곡산(谷山)은 황해도 북동단에 위치하는 지명으로, 본래 고구려의 십곡성(十谷城)인데 통일신라 경덕왕이 진서(鎭瑞)로 고쳤고 고려초에 곡주(谷州)로 개칭하였다. 1393년(조선 태조 2)에는 곡산으로 개칭하고 부(府)로 승격하였다. 조선 1895년에 곡산군이 되었으며, 별칭은 덕둔홀, 고곡, 진서, 상산 등이다.
《세종실록지리지》에는 곡산군의 토성(土姓)으로 우(禹)·노(盧)· 강(康)·한(韓)·용(龍)·연(延) 6성이 기록되어 있다.

## 인물
- 노경린(盧慶麟, 1516년~1568년 5월 16일(음력 4월 20일)) : 1539년(중종 34) 별시문과에 병과로 급제, 성균관학유·박사를 거쳐 공조·예조·호조·형조의 낭관(郎官)을 역임하였다. 그 뒤 사헌부지평에 올랐으나 진복창(陳復昌)의 탄핵을 받아 좌천되어 나주목사·성주목사 등을 지냈다.

## 과거 급제자
곡산 노씨는 조선시대 문과 급제자 1명을 배출하였다.
고려 문과
노조(盧朝)     
문과
노경린(盧慶麟) 
무과
노극겸(盧克謙) 노극제(盧克悌) 노극준(盧克俊) 노문표(盧文彪) 노세웅(盧世雄) 
노의봉(盧儀鳳) 노제신(盧齊愼) 노중빈(盧重彬) 노태기(盧泰錡)    
진사시
노관하(盧觀河) 노의석(盧義錫)   
역과
노태일(盧泰鎰)     
율과
노상욱(盧尙郁) 노학진(盧學鎭)    
의과
노덕수(盧德水) 노상철(盧尙哲)

## 인구
- 1985년 1,704가구 7,453명
- 2000년 443가구, 1,367명